# Ladislav Čepelák
Ladislav Čepelák (* 25. Juni 1924 in Veltrusy; † 9. Oktober 2000 in Prag) war ein tschechischer Maler, Graphiker und Illustrator.

## Leben
Er studierte an der Akademie für bildende Kunst (AVU) in Prag unter den Professoren V. Rada, V. Silovský, dessen Assistent er später wurde, V. Nechleb und J. Želibský.
1964 wird er mit der Leitung der graphischen Werkstatt beauftragt. 1967 ernennt man Čepelák zum Dozenten im Fachbereich Graphik, zwanzig Jahre später zum Professor. Nach der samtenen Revolution, gibt er seine Auszeichnungen Nationalkünstler und verdienter Lehrer zurück. 1995 erhält er als erster Künstler den Vladimír-Boudník-Preis.

## Werk
Seine graphischen Blätter sind seit 1948 meist im Zyklus von mehreren Jahren entstanden. Er benutzt verschieden zeichnerische Techniken, fast alle in Schwarzweiß. Seine Graphiken, größtenteils Naturbilder, werden in Eigenarbeit im Tiefdruck hergestellt. 1964 bis 1966 erschienen zwei Sammlungen, die sich mit den Veränderungen in der Natur beschäftigten. Er illustrierte auch Bücher. Dabei hielt er sich jedoch nicht an den Inhalt. Seine Bilder findet man in der Prager Nationalgalerie und Privatsammlungen in Tschechien und im Ausland.
Zahlreiche seiner Schüler, die er ausbildete, bezeichnen sich heute als Čepelákovci.

### Zyklen
- Veltruský park (1949–1951)
- Krajiny z Povltaví (1952–1955)
- Slánská krajina (1961–1963)
- Tání (1964–1965)
- Pavučiny, (1963–1966).
- Motýlí křídla
- Ptačí hnízda
- Pole
- Sněhové brázdy
- Slézy
- Motýlí křídla
- Mračna
- Tání
- Horizonty

## Biografie
- Slovník Českých a slovenských výtvarných umělců, Ostrava, 1999

| Personendaten    | Personendaten                                  |
| ---------------- | ---------------------------------------------- |
| NAME             | Čepelák, Ladislav                              |
| ALTERNATIVNAMEN  | Cepelak, Ladislav                              |
| KURZBESCHREIBUNG | tschechischer Maler, Graphiker und Illustrator |
| GEBURTSDATUM     | 25. Juni 1924                                  |
| GEBURTSORT       | Veltrusy                                       |
| STERBEDATUM      | 9. Oktober 2000                                |
| STERBEORT        | Prag                                           |